# Долон (митологија)
Долон (грч. Δόλων) је у грчкој митологији био богати Тројанац, син гласника Еумеда.

## Митологија
Понудио се Хектору да уходи Грке који су опседали Троју током тројанског рата. Заузврат је тражио Ахилова кола и божанске коње, што му је Хектор и обећао. Долон се у току ноћи прикрао грчком логору, заогрнут вучјом кожом, али су га и поред тога приметили Одисеј и Диомед и ухватили. У миту је Долон описан као кукавица и да би откупио свој живот, обећао је благо свог оца, али је и одао положаје Тројанаца и њихових савезника. Диомед га је ипак убио, а Одисеј је његово оружје посветио Атени. У каснијем предању, не само да је био кукавица, већ и хвалисавац, па је тако обећао да ће убити Диомеда и Одисеја. Међутим, постоји и прича по којој је Долон одао Тројанце тек након што су га Диомед и Одисеј свирепо мучили.

## Друге личности
Према Хигину, Долон је био и тројански принц, Пријамов син.